# 政商分离
政商分离（英語：Separation of Money and State)是消除政商合一金权政治的，奉行货币自由的言论和行为。随着时代的发展，政教合一和政商合一社会制度也随之改变。

## 社会效应

### 宗教自由
宗教自由是宗教非国家化现象。1791年，美国为了维护政商合一统治体系的稳定，在《美国宪法第一修正案》中明文規定：「國會不得制定關於設立國教或禁止宗教自由之法律。」，虽然实现一国多教，“宗教自由”，消除了政教合一政府的“宗教价值观”体系。但是，主内互信的格言出现在美国1864年发行的两美分硬币上。后来，美联储用美国格言和总统头像为图案，发行地美元取代了宗教媒介，成为政商合一政府的“信用价值观”体系，美国逐渐演化成一个金权政治的军事经济强国，被其他国家的金权政治家们效仿。

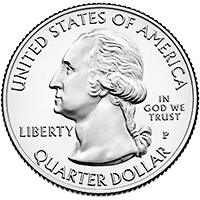
铸上美国格言“IN GOD WE TRUSH/主内互信”和华盛顿头像的25美分硬币